# Channel Islands, Kalifornien
Channel Islands är en ögrupp om åtta öar som ligger nära södra Kaliforniens kustlinje. Ögruppen är känd för sin rikedom på havsdjur, av vilka några är endemiska.
Fem öar bildar tillsammans Channel Islands nationalpark. På ögruppen lever till exempel en rävart, Urocyon littoralis, som är nära släkt med gråräven. Djuret är litet och ett bra exempel på dvärgväxt på öar. Även förhistoriska exempel som dvärgmammuten är kända.
Två öar är militärt område som kontrolleras av USA:s flotta. Den enda ön med permanent bebyggelse är Santa Catalina.

## Öarna i gruppen
| Namn            | Yta (km2) | Invånare år 2000 | County        | Högsta punkt (m)     | Kommentar                            |
| --------------- | --------- | ---------------- | ------------- | -------------------- | ------------------------------------ |
| Norra öarna     |           |                  |               |                      |                                      |
| Anacapa         | 2,95      | 3                | Ventura       | Summit Peak, 283     | Ingår i Channel Islands nationalpark |
| San Miguel      | 37,74     | –                | Santa Barbara | San Miguel Hill, 253 | Ingår i Channel Islands nationalpark |
| Santa Cruz      | 249,95    | 2                | Santa Barbara | Devils Peak, 740     | Ingår i Channel Islands nationalpark |
| Santa Rosa      | 215,27    | 2                | Santa Barbara | Soledad Peak, 484    | Ingår i Channel Islands nationalpark |
| Södra öarna     |           |                  |               |                      |                                      |
| San Clemente    | 147,13    | 300              | Los Angeles   | Vista Point, 599     | Ägs och nyttjas av USA:s flotta      |
| San Nicolas     | 58,93     | 200              | Ventura       | 276                  | Ägs och nyttjas av USA:s flotta      |
| Santa Barbara   | 2,63      | –                | Santa Barbara | Signal Hill, 193     | Ingår i Channel Islands nationalpark |
| Santa Catalina  | 194,19    | 4096             | Los Angeles   | Mount Orizaba, 648   |                                      |
| Channel Islands | 908,79    | 4603             |               |                      |                                      |